# NGC 6859
NGC 6859 bezeichnet im NGC-Katalog drei scheinbar dicht beieinander liegende Sterne im Sternbild Aquila. Der Katalogeintrag geht auf eine Beobachtung des Astronomen George Phillips Bond am 24. November 1852 zurück.